# Ciepła
Ciepła – wieś w Polsce położona w województwie mazowieckim, w powiecie szydłowieckim, w gminie Orońsko. Ma status sołectwa.
Prywatna wieś szlachecka, położona była w drugiej połowie XVI wieku w powiecie radomskim województwa sandomierskiego. W latach 1975–1998 miejscowość administracyjnie należała do województwa radomskiego.
Wierni Kościoła rzymskokatolickiego należą do parafii św. Mikołaja w Wysokiej.

## Historia
Wieś z XIII wieku – własność klasztoru świętokrzyskiego następnie szlachecka.
U Długosza „Czapla” w registrach poborowych z 1569 r. „Cziepla”, wieś w powiecie koneckim. W dokumencie z roku 1270 wymieniona jako własność klasztoru świętego Krzyża. W połowie XV w. siedzą tu trzej dziedzice, łany kmiece dają dziesięcinę klasztorowi w Wąchocku, a dwa folwarki plebanowi w Wysokiej. (Długosz L.B. T.II,s. 523).

Kalendarium historyczne wsi w odrębnym artykule.